# 牛斗 (洪武进士)
牛斗（？—？），河南懷慶府修武縣人，明朝政治人物。

## 生平
洪武二十六年（1393年）癸酉科河南鄉試舉人，三十年（1397年）丁丑科夏榜二甲第二十二名進士。授行人司行人，升行人司司副，永樂元年（1403年）出為茌平縣知縣，任內發展農桑，明斷曲直，嚴懲賊盜，社會安定，士民稱頌，入祀茌平名宦祠。